# Brun fingersvamp
Brun fingersvamp (Clavaria pullei) är en svampart som tillhör divisionen basidiesvampar, och som beskrevs av Marinus Anton Donk. Brun fingersvamp ingår i släktet Clavaria, och familjen fingersvampar. Enligt den svenska rödlistan är arten starkt hotad i Sverige. Arten förekommer i Götaland, Gotland, Öland och Svealand. Artens livsmiljö är jordbrukslandskap, skogslandskap.